# David Kross
David Kross (eredetileg David Kroß, Henstedt-Ulzburg, 1990. július 4.–) német színész.

## Élete
A Schleswig-Holstein-tartománybeli Henstedt-Ulzburgban született, gyermekéveit viszont Bargteheidében töltötte.
11 évesen lépett először színpadra: a szülővárosában működő Kleines Theater-ben játszott.
Az első filmbeli szerepe a Hilfe, ich bin ein Junge! (2002, rendező: Oliver Dommenget) volt. Főszerepet játszott a Knallhart (magyarul: Kőkemény) (2006) és a Krabat (2008) című filmekben.
Legnagyobb és legátütőbb sikere A felolvasó (The Reader) című, 2008-ban készült amerikai-német romantikus dráma főszereplőjének, az ifjú Michael Berg alakítása volt.
A 2009-ben megjelent Detlev Buck új filmjében, a Same Same But Different-ben is főszerepet játszott.
A bargteheide-i Eckhorst-Gymnasium növendéke volt 2007-ig. 2009-ben színművészetet kezdett el tanulni Londonban, de tanulmányait félbeszakította. Ma Berlinben él.
Szabadidejében kosárlabdázott a TSV Bergteheide-nál 2004–2006-ig. Zongorázik; a németen kívül beszél angolul és franciául.

## Filmjei
- Hilfe, ich bin ein Junge! (Help, I’m a boy!) rendező: Oliver Dommenget, 2002
- Alphateam – Die Lebensretter im OP (Alfacsapat - Az életmentők) (tv-sorozat) 2003[13]
- Adam & Eva (Ádám és Éva) (rendező: Paul Harather) 2003[14]
- Knallhart (Kőkemény) (rendező: Detlev Buck) 2006
- Hände weg von Mississippi (Jó lovam, Mississippi) (Detlev Buck) 2007[15]
- Krabat (rendező: Marco Kreuzpaintner) 2008
- The Reader (A felolvasó), rendező: Stephen Daldry, 2008
- Same Same But Different (rendező: Detlev Buck) 2009
- The King’s Man (King’s Man: A kezdetek), rendező: Matthew Vaughn, 2021
- Prey (A vadász és a préda, rendező Thomas Sieben, (2021)

## Díjai, kitüntetései
A felolvasó című filmben való alakításáért 2008-ban Las Vegasban neki ítélték a Sierra Díjat. Ugyanezen szerepéért jelölték az Európai Filmdíjra 2009-ben (mint legjobb színész); a Chicago-i CFCA Díjra, mint legígéretesebb előadó (2008); és mint legjobb fiatal színész, jelölték a Broadcast Film Critics Association Awardra. 2009-ben Chopard Trófeát nyert a cannes-i fesztivál férfi felfedezettjeként.